# Isoperla mohri
Isoperla mohri är en bäcksländeart som beskrevs av Theodore Henry Frison 1935. Isoperla mohri ingår i släktet Isoperla och familjen rovbäcksländor. Inga underarter finns listade i Catalogue of Life.